# Río Varde
El río Varde es un río de 40 km de longitud situado en el suroeste de Jutlandia, en Dinamarca.

## Geografía
El Varde está formado por la confluencia del Grindsted y del Ansager. Poco después de la confluencia, el río se encontraba antes con el azud de Ansager Stemmeværk, que canalizaba la mayor parte del agua hacia el lago Karlsgarde a través del canal de Ansager. Ahora toda el agua se canaliza más allá de Hodde y, por tanto, del lago Karlsgarde, que ahora sólo recibe agua del río Holme.
En el curso inferior el río serpentea junto a la casa solariega de Nørholm y bosques de brezo. En Sig se pasa por Sig Fiskeri, una de las piscifactorías más grandes del país. Convertida ahora en una piscifactoría modelo, sigue tomando agua del Varde. Poco después de recibir al río Holme, el Varde vuelve a recibir agua del lago Karlsgårde, lo que aumenta el caudal.
El Varde atraviesa la ciudad de Varde y desemboca en Ho Bugt al norte de Esbjerg.
El Varde es el único gran curso de agua del Mar de Wadden cuya desembocadura no está regulada por diques y compuertas. Esto da lugar a condiciones naturales muy especiales, por ejemplo, las mareas en Ho Bugt afectan tanto al nivel del agua como a la velocidad de la corriente aguas arriba en el río Varde, a menudo hasta la salida del lago Karlsgårde.

### Límites municipales
En algunos tramos, el Varde forma la frontera entre el municipio de Varde y el de Esbjerg.

## Vida vegetal y animal.
El Varde, incluidos los tramos inferiores del río Ansager y del Grindsted, ha sido designado zona especial de conservación. La designación incluye también la mayor parte de las tierras bajas adyacentes en el valle del río. En la base de designación de la zona de hábitats, el abadejo y el mejillón perla de río se designan como especies prioritarias, a las que debe prestarse especial atención en la gestión de las disposiciones relativas a las zonas de hábitats.

## Historia

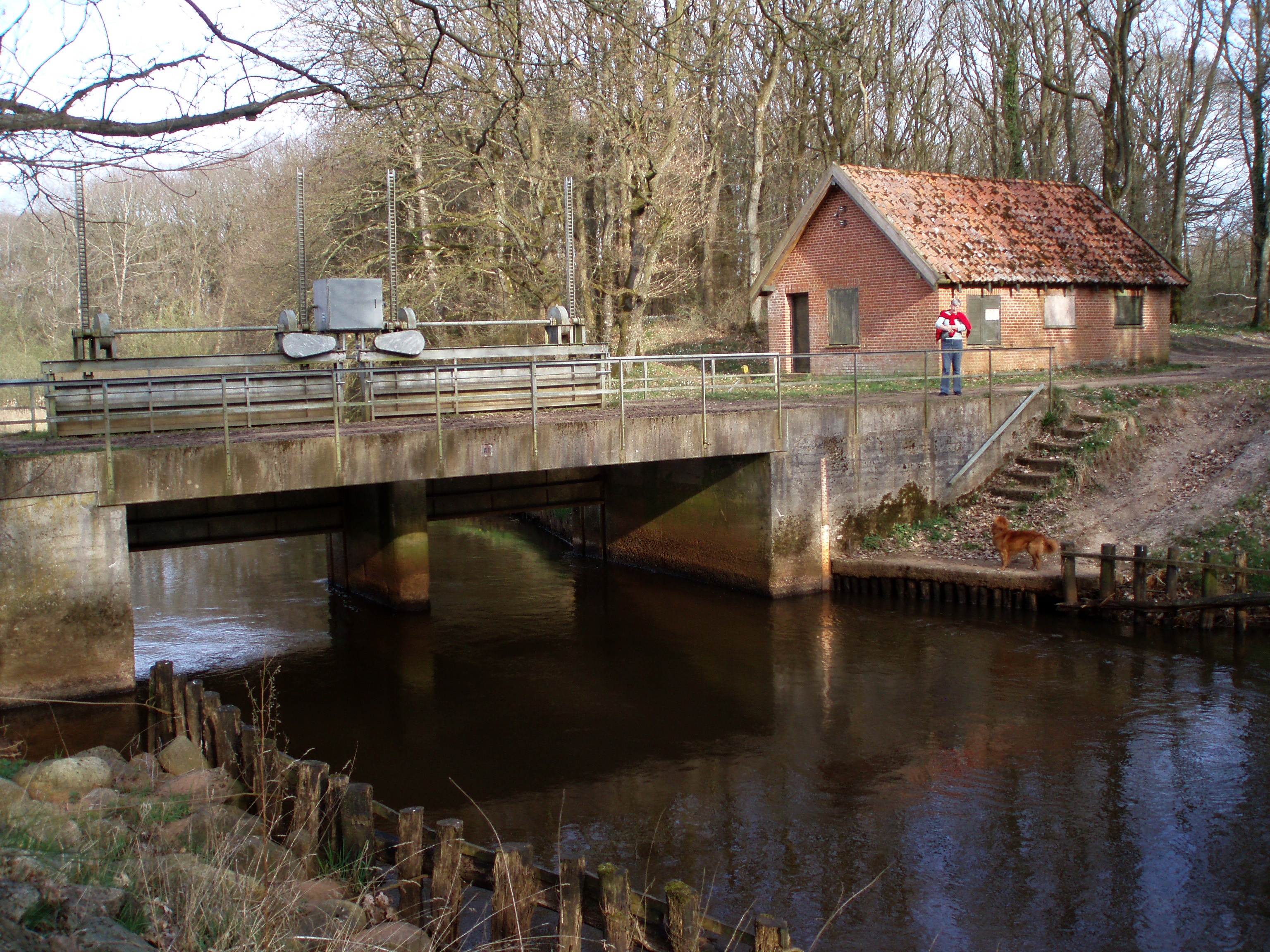
El azud de Ansager en el Varde, donde comienza el canal.

El tramo de 15,5 km de longitud del río Varde comprendido entre el azud de Ansager y la desembocadura del lago Karlsgårde perdió aproximadamente el 90% de su caudal en 1945 debido a la ampliación de la central hidroeléctrica de Karlsgårde con la construcción del azud de Ansager y el canal de Ansager. La central hidroeléctrica de Karlsgårde se creó originalmente en la década de 1920, cuando se estableció un canal en el Holme de aproximadamente 6,7 km de longitud, que comienza a unos 500 m al oeste del cruce del río Holme con la carretera 475 y desemboca en el extremo oriental del lago Karlsgårde. Los aproximadamente 1,4 km aguas abajo del canal de Holme se ampliaron en relación con el proyecto de 1945, de modo que el tramo forma parte ahora de la sección aguas abajo del canal de Ansager.
El tramo entre Hessel y Nørholm se profundizó y modificó en la década de 1950. El tramo, que originalmente tenía 10 km de longitud y 35 meandros, se redujo a 5-6 km de río con un curso similar al de un canal. En el tramo regulado se construyeron cuatro presas de hormigón.
Gran parte de la regulación del río se ha revertido mediante una restauración de la naturaleza con ayuda del proyecto Snæbel del programa Life de la UE .  

## Remo
El Varde Roklub utiliza el río Varde para practicar el remo entre abril y octubre, en el tramo comprendido entre Karlsgårdeværket y Tarphagebroen.

## Pesca deportiva
El Varde cuenta con muchas especies de peces, como la trucha común, el tímalo, el abadejo y el lucio, pero son sobre todo el salmón y la trucha marina los que atraen a pescadores de Dinamarca y del extranjero a visitar el río cada año. Grindsted Sportsfiskerforening, Varde Sportsfiskerforening y Sydvestjydsk Sportsfiskerforening gestionan la pesca en el  río y, junto con las asociaciones de propietarios de terrenos, forman parte de la asociación río Varde.

## Literatura
- Riego de prados en el sistema Varde Å: un equilibrio ecológico antes de la era de los fertilizantes (en danés)